# Rudolf I (margrabia Marchii Północnej)
Rudolf I (ur. ok. 1060-1070, zm. 7 grudnia 1124 w Magdeburgu) – margrabia Marchii Północnej w latach 1106–1111 i 1112–1114.

## Życiorys
Rudolf I był trzecim synem margrabiego Marchii Północnej Lotara Udona II oraz Ody, córki hrabiego Werl Hermana III. Po śmierci starszych braci Henryka I, a następnie Lotara Udona III objął w 1106 zarząd hrabstwo Stade oraz Marchię Północną – jako opiekun małoletniego syna Henryka II. Początkowo wspierał króla Niemiec Henryka V Salickiego, potem jednak sprzymierzył się z księciem saskim Lotarem z Supplinburga i usiłował odzyskać hrabstwo Stade oddane przez Lotara Udona III niejakiemu Fryderykowi. Za tym ostatnim opowiedział się jednak Henryk V Salicki, a w 1111 Rudolf został przez cesarza pozbawiony godności margrabiego Marchii Północnej na rzecz szwagra Lotara Udona III, Helpericha z Plötzkau. W 1112 pogodził się z cesarzem i odzyskał Marchię. W 1114 rządy przejął jego bratanek, Henryk II. Rudolf współpracował z Henrykiem w dalszych działaniach w celu odzyskania hrabstwa Stade, jednak za jego życia (zmarł w 1124) pozostały one bezowocne.

## Rodzina
Żoną Rudolfa była Ryszarda (zm. 1152), córka Hermana ze Sponheim, burgrabiego Magdeburga. Mieli następujące dzieci:
- Lotar Udo IV (?–1130), margrabia Marchii Północnej,
- Rudolf II (?–1144), hrabia Stade i Dithmarschen,
- Hartwig (?–1168), arcybiskup Bremy,
- Ludgarda (?–1152), żona palatayna saskiego Fryderyka VI z Sommerschenburga, następnie króla Danii Eryka III, a następnie hrabiego Winzenburga Hermana II,
- Ryszarda (?–1154?), zakonnica.